# Юркі (Острудський повіт)
Юркі (пол. Jurki) — село в Польщі, у гміні Моронґ Острудського повіту Вармінсько-Мазурського воєводства.
Населення — 706 осіб (2011).
У 1975-1998 роках село належало до Ольштинського воєводства.

## Демографія
Демографічна структура станом на 31 березня 2011 року:
|          | Загалом | Допрацездатний вік | Працездатний вік | Постпрацездатний вік |
| -------- | ------- | ------------------ | ---------------- | -------------------- |
| Чоловіки | 349     | 68                 | 259              | 22                   |
| Жінки    | 357     | 79                 | 209              | 69                   |
| Разом    | 706     | 147                | 468              | 91                   |